# Макс Фриш
Макс Фриш (на немски: Max Frisch) е швейцарски белетрист, есеист, драматург, журналист и архитект.

## Биография
Роден е в Цюрих в семейството на архитект-строител. Отначало следва германистика. Но след като през 1933 г. в Германия на власт идва Хитлер, Фриш се изпълва с неудовлетворение към хуманитарните дисциплини, прекъсва следването си и става журналист на свободна практика. Пътува из Чехословакия, Унгария, Сърбия, Босна и Херцеговина, Далмация, Турция; обикаля пеш из Гърция и опознава нейните старини.

## Творчество
През 1934 г. Макс Фриш публикува първата си книга – романа „Юрг Райнхарт“. Изживява мирогледна криза, решава да скъса с литературата и да се отдаде на „положителна“ професия. Така през 1936 г. Фриш започва да следва архитектура в Швейцарския политехнически институт, дипломира се и дълго време работи като квалифициран архитект. Междувременно за романа си получава авторитетната литературна награда „Конрад Фердинанд Майер“ на град Цюрих (1938). И въпреки решението си да изостави литературата, продължава да пише и публикува първия си значителен роман „Мъчни хора“ (1943).
В Цюрихския драматичен театър е поставена и първата му пиеса-реквием „Ето че те отново пеят“ (1945). Следват драмите „Санта Крус“ (1946), „Когато войната свърши“ (1949), „Граф Йодерланд“ (1951) и големият му световен успех – комедията „Дон Жуан или Любовта към геометрията“ (1953).
Слава на белетрист му донасят романите „Щилер“ (1954), „Хомо Фабер“  (1957) и „Ще се нарека Гантенбайн“ (1964). През последните години на живота му привличат внимание повестта му „Монтаук“ (1975), драмата „Триптих“ (1978), както и повестите „Човекът се появява през холоцена“ (1979) и „Синята брада“ (1982).
В творчеството си писателят разглежда отчуждението на съвременния човек от света, от себеподобните и от самия себе си, загубата на индивидуалната самоличност и нравствени устои, като излага възгледите си на хуманист и моралист.

### Проза
- Jürg Reinhart. Eine sommerliche Schicksalsfahrt, Roman, 1934
- Antwort aus der Stille, Erzählung, 1937
- Blätter aus dem Brotsack. Geschrieben im Grenzdienst 1939, 1940
- J'adore ce qui me brûle oder Die Schwierigen, Roman, 1943
- Bin oder die Reise nach Peking, 1945
- Tagebuch mit Marion, 1947
- Tagebuch 1946 – 1949, 1950
- Stiller, Roman, 1954 (Щилер)
- Achtung: die Schweiz, Ein Pamphlet, 1955
- Homo faber. Ein Bericht, Roman, 1957 (Хомо Фабер)
- Mein Name sei Gantenbein, Roman, 1964
- Öffentlichkeit als Partner, Reden und Essays, 1967
- Erinnerungen an Brecht, 1968
- Wilhelm Tell für die Schule, 1971
- Tagebuch 1966 – 1971, 1972
- Dienstbüchlein, 1974
- Montauk, Erzählung, 1975 (Монтаук)
- Wir hoffen. Rede zum Friedenspreis des Deutschen Buchhandels 1976, 1976
- Der Mensch erscheint im Holozän, Erzählung, 1979 (Човекът се появява през холоцена)
- Blaubart, Erzählung, 1982
- Forderungen des Tages. Portraits, Skizzen, Reden 1943 – 1982, 1983
- Schweiz ohne Armee? Ein Palaver, 1989
- Schweiz als Heimat? Versuche über 50 Jahre, 1990

### Драма
- Santa Cruz. Eine Romanze, 1944/1947
- Nun singen sie wieder. Versuch eines Requiems, 1946
- Die Chinesische Mauer. Eine Farce, 1947
- Als der Krieg zu Ende war. Schauspiel, 1949
- Graf Öderland. Ein Spiel in zehn Bildern, 1951
- Don Juan oder Die Liebe zur Geometrie. Eine Komödie in fünf Akten, 1953 (Дон Жуан или Любовта към геометрията, бълг. постановка 1979)

- Rip van Winkle. Hörspiel, 1953/1969
- Herr Biedermann und die Brandstifter, 1955
- Biedermann und die Brandstifter. Ein Lehrstück ohne Lehre. Mit einem Nachspiel, 1958
- Die große Wut des Philipp Hotz. Ein Sketch, 1958
- Andorra. Stück in zwölf Bildern, 1961
- Zürich – Transit. Skizze eines Films, 1967
- Biographie: Ein Spiel, 1967
- Triptychon. Drei szenische Bilder, 1978 (Триптих)

### Посмъртни публикации
- Jetzt ist Sehenszeit. Briefe, Notate, Dokumente 1943 – 1963, 1998
- Max Frisch/Friedrich Dürrenmatt. Briefwechsel, 1998
- Max Frisch/Uwe Johnson. Briefwechsel, 1999
- Im übrigen bin ich immer völlig allein. Briefwechsel mit der Mutter 1933, Berichte von der Eishockey-Weltmeisterschaft in Prag, Reisefeuilletons, 2000
- Max Frisch. Journalistische Arbeiten 1931 – 1939, 2001
- Max Frisch. Schwarzes Quadrat. Zwei Poetikvorlesungen, 2008

## На български
- Макс Фриш, Хомо Фабер. Роман. Превод от немски Венцеслав Константинов. Пловдив: Христо Г. Данов, 1973, 251 с.
- Макс Фриш, Монтаук. Роман. Превод от немски Елена Николова-Руж. Варна: Георги Бакалов, 1977, 127 с.
- Макс Фриш, Щилер. Роман. Превод от немски Венцеслав Константинов. Пловдив: Христо Г. Данов, 1978, 368 с.
- Макс Фриш, Дон Жуан или любовта към геометрията, Комедия в 5 действия. Превод от немски Венцеслав Константинов. София: Народна култура, 1979, 124 с.
- Макс Фриш, Дневници. Извлечения, Кн. 1 – 2, Превод от немски Маргарита Дилова. Варна: Георги Бакалов, 1979
- Макс Фриш, Хомо Фабер. Роман. Превод от немски Венцеслав Константинов. Пловдив: Христо Г. Данов, 1981, 184 с.
- Макс Фриш, Щилер. Роман. Превод от немски Венцеслав Константинов. Пловдив: Христо Г. Данов, 1982, 375 с.
- Макс Фриш, Човекът се появява през холоцена. Повест. Превод от немски Венцеслав Константинов. София: Народна култура, 1984, 132 с.
- Макс Фриш, Синята брада. Роман. Превод от немски Ива Илиева. София: Народна култура, 1985, 119 с.
- Макс Фриш, Ще се нарека Гантенбайн, Роман. Превод от немски Емилия Драганова. София: Бард, 1993, 384 с.; София: Фама, 2009, 285 с.
- Макс Фриш, Хомо Фабер. Роман. Превод от немски Венцеслав Константинов. София: П. К Яворов, 1995, 248 с. (ISBN 954-525-043-7)
- Макс Фриш, Досие. Превод от немски Ангел Христов, Ерика Стойкова. Плевен: Lege Artis, 2000, 128 с. (ISBN 954-993-08-3)
- Макс Фриш, Черен квадрат. Две лекции по поетика. Превод от немски Лилия Атанасова. Плевен: Lege Artis, 2010, 89 с. (ISBN 978-954-8311-04-5)
- Макс Фриш, Щилер. Роман. Превод от немски Венцеслав Константинов. Плевен: Lege Artis, 2011, 548 с. (ISBN 978-954-8311-22-9)
- Макс Фриш, Хомо Фабер. Роман. Превод от немски Венцеслав Константинов. Плевен: Lege Artis, 2012 (ISBN 954-9933-24-5)

## Награди и отличия
- 1935: Награда на Швейцарска Фондация „Шилер“ за отделна творба
- 1938: Награда Конрад Фердинанд Майер на град Цюрих
- 1940: Einzelwerkpreis für Blätter aus dem Brotsack der Schweizerischen Schillerstiftung
- 1942: Erster Preis in einem Architekturwettbewerb der Stadt Zürich
- 1945: Preis der Welti-Stiftung für das Drama für Santa Cruz
- 1954: „Награда Вилхелм Раабе“ на град Брауншвайг
- 1955: Награда на Швейцарска Фондация „Шилер“ за цялостно творчество
- 1955: Schleußner-Schueller-Preis des Hessischen Rundfunks
- 1958: „Награда Георг Бюхнер“
- 1958: Charles-Veillon-Preis der Stadt Lausanne
- 1958: Литературна награда на град Цюрих
- 1962: „Голяма художествена награда на провинция Северен Рейн-Вестфалия“
- 1962: Почетен доктор на Марбургския университет
- 1965: Jerusalempreis für die Freiheit des Individuums in der Gesellschaft
- 1965: „Възпоменателна награда Шилер“ на провинция Баден-Вюртемберг
- 1973: „Голяма Шилерова награда“ der Schweizerischen Schillerstiftung
- 1974: Ernennung zum ausländischen Ehrenmitglied der American Academy of Arts and Letters
- 1976: „Награда за мир на немските книгоразпространители“[2]
- 1979: Ehrengabe aus dem Literaturkredit des Kantons Zürich (abgelehnt)
- 1980: Почетен доктор на Bard College (Staat New York)
- 1982: Почетен доктор на City University of New York
- 1984: Почетен доктор на Бирмингамския университет
- 1984: Commandeur dans l’ordre des arts et des lettres (Frankreich)
- 1985: Commonwealth-Preis (Чикаго)
- 1985: Ernennung zum ausländischen Ehrenmitglied der American Academy of Arts and Sciences
- 1986: Neustadt International Prize for Literature der University of Oklahoma
- 1987: Почетен доктор на Техническия университет в Берлин
- 1989: „Награда Хайнрих Хайне“ на град Дюселдорф

## Памет
В чест на писателя град Цюрих учредява през 1998 г. литературната награда „Макс Фриш“.